# Маи (деревня)
Маи — упразднённая деревня в Уватском районе Тюменской области России. Входила в состав Ивановского сельского поселения. В 2000 году исключена из учётных данных, в связи с прекращением её существования.

## География
Деревня находится в северной части Тюменской области, в пределах юго-восточной части Западно-Сибирской равнины, на правом берегу Иртыша, на расстоянии примерно 4 км к югу от села Ивановка. 
Климат
Климат характеризуется как континентальный, с длительной (около 5 месяцев) морозной зимой и тёплым достаточно продолжительным (3 — 3,5 месяца) летом. Средняя многолетняя температура самого холодного месяца (января) составляет −21 — −19 °C, температура самого тёплого (июля) — около 17 °C. Безморозный период длится в течение 110—120 дней. Средняя продолжительность периода с температурой выше 10 °C составляет 92—110 дней, а период с температурой выше плюс 15 °C — 60—70 дней.

## История
До 1917 года входила в состав Уватской волости Тобольского уезда Тобольской губернии. По данным на 1926 год деревня Маевская состояла из 24 хозяйств. В административном отношении входила в состав Ивановского сельсовета Уватского района Тобольского округа Уральской области.

## Население
| 1989 |
| ---- |
| 8    |

По данным переписи 1926 года в деревне проживало 93 человека (46 мужчин и 47 женщин), в том числе: русские составляли 100 % населения.